# 雙帝問題

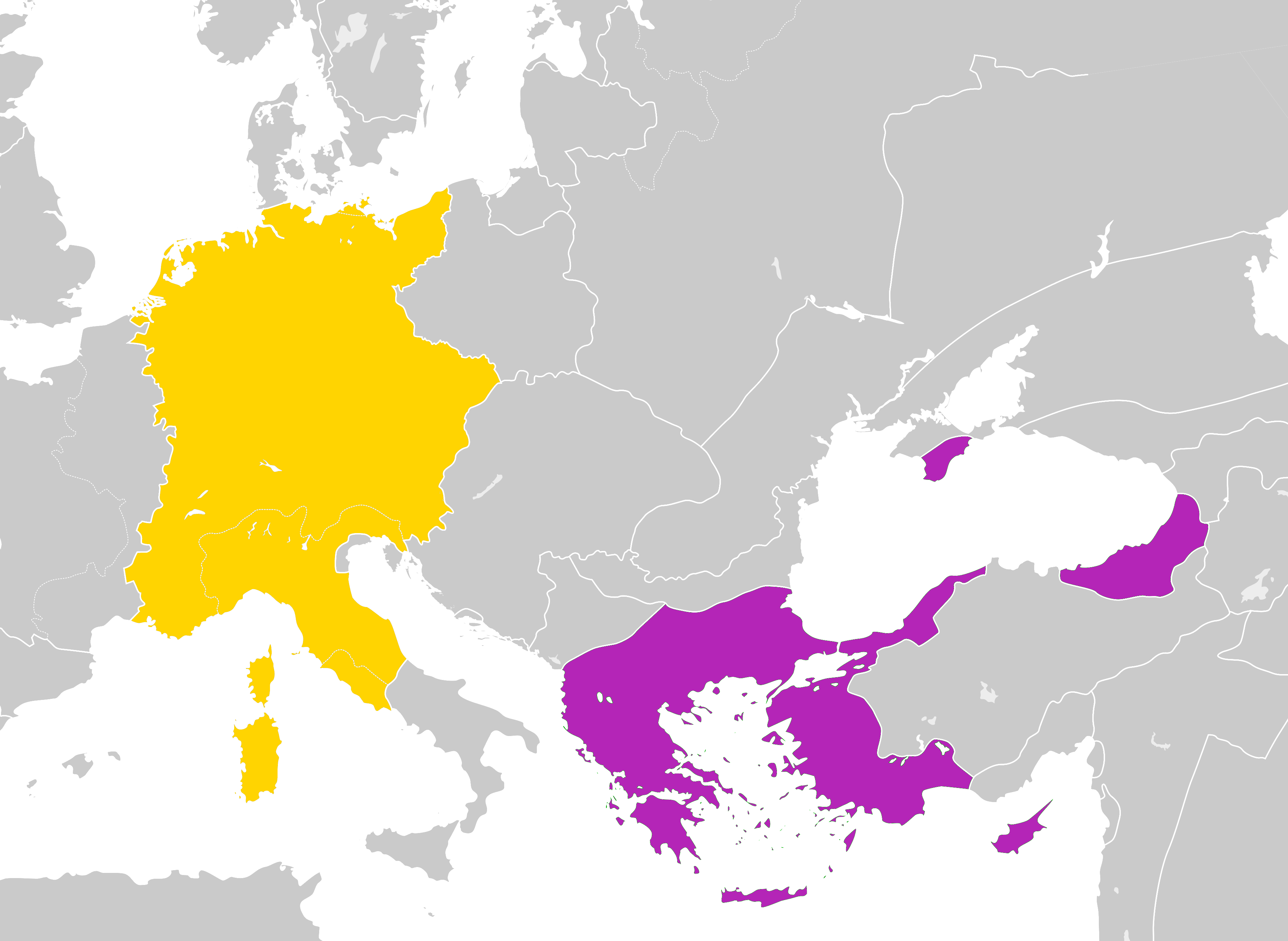
雙帝問題主要存在於神聖羅馬帝國（黃色）和東羅馬帝國（紫色）之間，他們都認為自己是羅馬帝國的合法繼承人。地圖展示的是1190年的兩國區域

雙帝問題（英語：problem of two emperors）是一個歷史學術語，普世帝國按定義在任一時間內只有一個真正的皇帝。本詞描述經常有多人聲稱具有普世帝國帝位的矛盾。本词主要用於中世紀歐洲史，常指君士坦丁堡的拜占庭皇帝與德意志地區的神聖羅馬皇帝之間羅馬皇帝合法代表权的長期爭論。

## 內容

### 神聖羅馬帝國-拜占庭之爭
在中世紀的基督徒看來，羅馬帝國是不可分割的，其皇帝擁有最高的統治地位，即使對於生活在國境之外的東基督徒也具有效力。自古典時代晚期西羅馬帝國崩潰以來，東羅馬帝國（代表其在東部倖存的省份）已被其自身、教宗和整個歐洲的各種新基督教王國承認為合法的羅馬帝國。公元797年，君士坦丁六世皇帝被廢黜，並由他的母親伊琳娜女皇取代統治，但是西歐諸國並不接受她的統治，最常被引用的原因是她的女性身份。800年，教宗良三世沒有承認艾琳，而是根據皇权传递的概念宣布法蘭克國王查理曼為羅馬皇帝。
儘管這兩個帝國最終妥協並承認彼此的統治者為皇帝，但他們從未明確承認對方為“羅馬人”，拜占庭人將神聖羅馬帝國皇帝稱為“法蘭克人的皇帝（或國王）”或“德意志人的國王”，而此時的西歐人則稱拜占庭皇帝為“希臘人的皇帝”或“君士坦丁堡的皇帝”。在查理曼加冕後的幾個世紀裡，關於皇位的爭端是神聖羅馬-拜占庭政治中爭議最大的問題之一，儘管很少因此導致戰爭，但這場爭端極大地影響了兩個帝國之間的外交。沒有軍事行動可能主要是因為兩個帝國之間的地理距離。有時，拜占庭帝國的鄰國（例如保加利亞王國和塞爾維亞王國）聲稱擁有帝國頭銜，這經常導致軍事對抗。
在拜占庭帝國於1204年被第四次十字軍東征的天主教十字軍暫時推翻並被拉丁帝國取代後，實現了爭端開始以來兩位皇帝首次認同同一宗教領袖等局面。即使這樣，爭端仍在繼續。拉丁帝國的皇帝雖然承認神聖羅馬帝國的皇帝是合法的羅馬皇帝，但他們也為自己爭取了這個稱號，但神聖羅馬帝國卻沒有作為回報予以承認。教宗依諾增爵三世最終接受了帝國分裂（拉丁語：divisio imperii）的想法，將帝國霸權分為西方（神聖羅馬帝國）和東方（拉丁帝國）。儘管拉丁帝國在1261年被帕里奧洛戈斯王朝復興的拜占庭帝國取代，但帕里奧洛戈斯王朝從未達到1204年前拜占庭帝國的勢力水平。其後的拜占庭皇帝刻意無視雙帝問題以尋求同西方建立更密切的外交關係，以此來獲取對抗帝國其他敵人的援助。

### 拜占庭的後繼者
雙帝問題在1453年君士坦丁堡陷落後才完全浮出水面，此後鄂圖曼帝國蘇丹穆罕默德二世聲稱擁有羅馬帝國皇帝（Kayser-i Rûm）這一頭銜，並渴望獲得普世的權利。鄂圖曼帝國的蘇丹在1533年的君士坦丁堡條約中被神聖羅馬帝國承認為皇帝，但神聖羅馬帝國的皇帝並未反過來被蘇丹承認為皇帝。一個半世紀以來，鄂圖曼帝國一直以kıral（國王）的頭銜稱呼神聖羅馬帝國的皇帝，直到1606年蘇丹艾哈邁德一世在齊瓦托羅克和約中正式承認魯道夫二世為皇帝，接受了帝國分裂。這一合約最終結束了君士坦丁堡和西歐之間的爭端。除了鄂圖曼帝國，俄罗斯沙皇国和後來的俄羅斯帝國也聲稱擁有拜占庭帝國的羅馬遺產，其統治者稱自己為沙皇。長期以來，神聖羅馬帝國的皇帝們都拒絕了沙皇對皇位的要求。直到1726年，卡爾六世承認了俄羅斯沙皇，但他拒絕承認兩位君主擁有平等的地位。